# Roberto Mosquera
Roberto Orlando Mosquera Vera (ur. 21 czerwca 1956 w Ibagué) – peruwiański piłkarz grający podczas kariery na pozycji napastnika.

## Kariera klubowa
Roberto Mosquera karierę piłkarską rozpoczął w 1974 roku w klubie Club Sporting Cristal, z którym w 1979 i 1980 zdobył mistrzostwo Peru. W 1981 wyjechał do argentyńskiego klubu Talleres Córdoba. Po roku przeszedł do kolumbijskiego klubu Deportivo Cali. W klubie z Cali grał przez 3 lata. Rok 1985 spędził w Once Caldas, po czym powrócił do Peru, gdzie został zawodnikiem Colégio San Agustín Lima. Z Colégio San Agustín zdobył jedyne w jego historii mistrzostwo w 1986. W 1987 na rok powrócił do Kolumbii, gdzie bronił barw klubu Cúcuta Deportivo.
Piłkarską karierę zakończył w 1989 w Colégio San Agustín.

## Kariera reprezentacyjna
W reprezentacji Peru Mosquera zadebiutował 19 marca 1978 w wygranym 2-1 meczu w ramach Copa Ramon Castilla z Argentyną.
W 1978 uczestniczył w Mistrzostwach Świata. Na turnieju w Argentynie Peru odpadło w drugiej fazie grupowej, a Mosquera wystąpił tylko w meczu z Holandią w pierwszej fazie grupowej. W 1979 wziął udział w turnieju Copa América. Na tym turnieju wystąpił w dwóch meczach z Chile. Ostatni raz w reprezentacji wystąpił 12 lutego 1981 w przegranym 1-2 towarzyskim meczu z Bułgarią.
Od 1978 do 1981 Mosquera rozegrał w reprezentacji Peru 16 spotkań, w których zdobył 4 bramki.

## Kariera trenerska
Po zakończeniu kariery piłkarskiej Mosquera został trenerem. Pracę trenerską rozpoczął w klubie Unión Huaral w 1995. Potem prowadził m.in. Deportivo Wanka, Coronel Bolognesi, FBC Melgar, Sport Boys, Municipal Lima czy Sport Huancayo.
Obecnie trenuje Sporting Cristal.